# Рубрий Гал
Рубрий Гал (на латински: Rubrius Gallus) e генерал на Римската империя през I век.
През 69 г. е командир на I Италийски легион. През 70 г. император Веспасиан го назначава за управител, императорски легат с преториански пълномощия (legatus Augusti pro praetore) и го изпраща в Мизия, за наказание и подчинение на скитските сарматите, навлезли там през Дунав на местото на убития в Мизия легат Гай Фонтей Агрипа. Рубрий Гал успява с помощта на легионите I Италийски легион и VII Благороден и лоялен Клавдиев легион през 70 г. да възстанови отново ред в Мизия.
Баща е на Гай Рубрий Гал (суфектконсул 101 г.).